# Орест Самор
Еммануель Орест Самор (1861—1915) — президент Гаїті 1914 року.

## Життєпис
Під час громадянської війни 1912 року Орест Самор разом зі своїм братом Шарлем (обидва генерали) підтримували Кайміто Раміреса та командували його військами у своїх округах. 1914 обидва брати перейшли до активних дій що призвело до короткого й хаотичного президентського терміну для Ореста з лютого до жовтня того ж року.
Його було усунуто від влади генералом Жозефом Теодором, якого підтримали американські бізнесмени, що мали власні інтереси на Гаїті. Страчений 27 липня 1915 року за наказом президента Жана Вільбрена Гійома Сана.